# Izbica (gromada)
Izbica – dawna gromada, czyli najmniejsza jednostka podziału terytorialnego Polskiej Rzeczypospolitej Ludowej w latach 1954–1972.
Gromady, z gromadzkimi radami narodowymi (GRN) jako organami władzy najniższego stopnia na wsi, funkcjonowały od reformy reorganizującej administrację wiejską przeprowadzonej jesienią 1954 do momentu ich zniesienia z dniem 1 stycznia 1973, tym samym wypierając organizację gminną w latach 1954–1972.
Gromadę Izbica z siedzibą GRN w Izbicy (wówczas wsi) utworzono – jako jedną z 8759 gromad na obszarze Polski – w powiecie krasnostawskim w woj. lubelskim na mocy uchwały nr 9 WRN w Lublinie z dnia 5 października 1954. W skład jednostki weszły obszary dotychczasowych gromad Izbica osada miejska, Izbica wieś i Tarnogóra osada miejska ze zniesionej gminy Tarnogóra w powiecie krasnostawskim oraz obszary dotychczasowych gromad Krasne i Zalesie ze zniesionej gminy Stary Zamość w powiecie zamojskim w tymże województwie. Dla gromady ustalono 27 członków gromadzkiej rady narodowej.
1 stycznia 1958 z gromady Izbica wyłączono wieś Krasne, włączając ją do gromady Stary Zamość w powiecie zamojskim w tymże województwie.
1 stycznia 1962 do gromady Izbica włączono obszar zniesionej gromady Ostrzyca oraz wieś Wał ze zniesionej gromady Wólka Orłowska w tymże powiecie.
1 stycznia 1963 do gromady Izbica włączono wieś i kolonię Dworzyska z gromady Krasnystaw w tymże powiecie.
Gromada przetrwała do końca 1972 roku, czyli do kolejnej reformy gminnej. 1 stycznia 1973 w powiecie krasnostawskim reaktywowano (o zupełnie innym składzie) zniesioną w 1954 roku gminę Izbica.